# The Don Rosa Library
Walt Disney's Uncle Scrooge and Donald Duck: The Don Rosa Library è una serie di libri pubblicati negli Stati Uniti d'America dalla Fantagraphics Books che raccoglie in 2000 pagine in 10 volumi tutte le storie Disney disegnate e scritte da Don Rosa, pubblicate in origine tra il 1987 e il 2006. 

## Formato
I volumi sono nel formato 279 mm × 216 mm, ovvero un po' più grandi di The Complete Carl Barks Disney Library che misurano 260 mm × 191 mm. La serie è composta da 10 volumi e contiene al suo interno tutte le storie di Don Rosa in ordine cronologico. La prima storia è: Zio Paperone e il figlio del sole del 1987 e dà il nome al primo numero pubblicato nel 2014.
Le pagine sono colorate da Rich Tommaso e Kneon Transitt sotto la supervisione degli esperti Disney David Gerstein e Gary Groth, e sotto il controllo dello stesso Don Rosa. 
I singoli numeri contengono all'incirca 200 pagine di cui 160 di fumetti, il resto è formato da articoli di informazioni e approfondimenti supplementari
I volumi sono in vendita singolarmente al prezzo di $30 e disponibili anche in un box che contiene ciascuno due volumi alla volta al prezzo di $50.

## Volumi e box
Volumi
| Volume | Data             | Titolo                           | Periodo   | Pagine | ISBN              |
| ------ | ---------------- | -------------------------------- | --------- | ------ | ----------------- |
| 1      | 4 ottobre 2014   | The Son of the Sun               | 1987–1988 | 208    | 978-1-60699-742-0 |
| 2      | 16 novembre 2014 | Return to Plain Awful            | 1988–1990 | 216    | 978-1-60699-780-2 |
| 3      | 6 settembre 2015 | Treasure Under Glass             | 1990–1992 | 196    | 978-1-60699-836-6 |
| 4      | 9 novembre 2015  | The Last of the Clan McDuck      | 1992–1995 | 196    | 978-1-60699-866-3 |
| 5      | 6 giugno 2016    | The Richest Duck in the World    | 1993–1994 | 196    | 978-1-60699-927-1 |
| 6      | 22 ottobre 2016  | The Universal Solvent            | 1994–1995 | 212    | 978-1-60699-961-5 |
| 7      | 25 luglio 2017   | The Treasure of the Ten Avatars  | 1996-1998 | 192    | 978-1-68396-006-5 |
| 8      | 3 ottobre 2017   | Escape From Forbidden Valley"    | 1997-1999 | 208    | 978-1-68396-053-9 |
| 9      | 24 luglio 2018   | The Three Caballeros Ride Again! | 1999-2002 | 224    | 978-1-68396-102-4 |
| 10     | 12 novembre 2018 | The Old Castle's Other Secret    | 2002-2006 | 224    | 978-1-68396-134-5 |

Box
| Volume | Data             | Titolo                            | Periodo   | ISBN              |
| ------ | ---------------- | --------------------------------- | --------- | ----------------- |
| 1      | 30 novembre 2014 | The Don Rosa Library Vols. 1 & 2  | 1987–1990 | 978-1-60699-781-9 |
| 2      | 9 novembre 2015  | The Don Rosa Library Vols. 3 & 4  | 1990–1995 | 978-1-60699-867-0 |
| 3      | 25 ottobre 2016  | The Don Rosa Library Vols. 5 & 6  | 1993–1995 | 978-1-60699-962-2 |
| 4      | 3 ottobre 2017   | The Don Rosa Library Vols. 7 & 8  | 1996–1999 | 978-1-68396-054-6 |
| 5      | 13 novembre 2018 | The Don Rosa Library Vols. 9 & 10 | 1999-2006 | 978-1-68396-135-2 |

## Traduzioni

### Russia
L'edizione in lingua russa è stata pubblicata dalla ACT con il titolo Библиотека Дона Росы - Дядюшка Скрудж и Дональд Дак da febbraio 2017 al prezzo di 750RUB. Ogni volume russo corrispondente a un volume americano. 
| Volume | Data              | Titolo                        | Periodo   | Pagine | ISBN              |
| ------ | ----------------- | ----------------------------- | --------- | ------ | ----------------- |
| 1      | 7 febbraio 2017   | Сын Солнца                    | 1987–1988 | 208    | 978-5-17-100446-0 |
| 2      | 30 maggio 2017    | Возвращение в ужасную долину  | 1988–1990 | 216    | 978-5-17-101751-4 |
| 3      | 29 settembre 2017 | Сокровище под стеклом         | 1990–1992 | 196    | 978-5-17-102849-7 |
| 4      | 18 gennaio 2018   | Последний из Клана Макдаков   | 1992–1995 | 196    | 978-5-17-102850-3 |
| 5      | 16 maggio 2018    | Самый богатый селезень в мире | 1993–1994 | 196    | 978-5-17-107284-1 |
| 6      | 25 luglio 2018    | Универсальный растворитель    | 1994–1995 | 212    | 978-5-17-108615-2 |
| 7      | 20 ottobre 2018   | Сокровище десяти Аватар       | 1996-1998 | 192    | 978-5-17-110546-4 |
| 8      | 14 gennaio 2019   | Побег из Заповедной Долины    | 1997-1999 | 208    | 978-5-17-112178-5 |
| 9      | TBA               | TBA                           | 1999-2002 | 224    |                   |
| 10     | TBA               | TBA                           | 2002-2006 | 224    |                   |

### Brasile
L'edizione in lingua portoghese è stata pubblicata dalla Editora Abril con il titolo Tio Patinhas e Pato Donald - Biblioteca Don Rosada da settembre 2017 al prezzo di 79.90R$. Ogni volume brasiliano corrispondente a un volume americano. 
| Volume | Data           | Titolo                              | Periodo   | Pagine |
| ------ | -------------- | ----------------------------------- | --------- | ------ |
| 1      | settembre 2017 | O Filho do Sol                      | 1987–1988 | 212    |
| 2      | ottobre 2017   | Volta a Quadradópolis               | 1988–1990 | 212    |
| 3      | novembre 2017  | O Tesouro na Bolha de Vidro         | 1990–1992 | 196    |
| 4      | dicembre 2017  | O Último Membro do Clã Mac Patinhas | 1992–1995 | 196    |
| 5      | febbraio 2018  | O Pato Mais Rico do Mundo           | 1993–1994 | 204    |
| 6      | aprile 2018    | O Solvente Universal                | 1994–1995 | 208    |
| 7      | TBA            | TBA                                 | 1996-1998 |        |
| 8      | TBA            | TBA                                 | 1997-1999 |        |
| 9      | TBA            | TBA                                 | 1999-2002 |        |
| 10     | TBA            | TBA                                 | 2002-2006 |        |

### Italia
L'edizione in lingua italiana è stata pubblicata dalla Panini Comics con il titolo The Don Rosa Library - Zio Paperone & Paperino.
The Don Rosa Library - Zio Paperone & Paperino
L'edizione normale è stata pubblicata con cadenza mensile da novembre 2017 a giugno 2019 al prezzo di 8,90€. I volumi di questa raccolta sono più piccoli, corrispondenti a circa metà delle pagine dell'edizione americana.
| Volume | Data              | Titolo                  | Periodo   | Pagine | ISBN                |
| ------ | ----------------- | ----------------------- | --------- | ------ | ------------------- |
| 1      | 10 novembre 2017  | Zio Paperone e Paperino | 1987      | 140    | 9772532922006-70001 |
| 2      | 10 dicembre 2017  | Zio Paperone e Paperino | 1988      | 116    | 9772532922006-70002 |
| 3      | 10 gennaio 2018   | Zio Paperone e Paperino | 1988-1989 | 116    | 9772532922006-70003 |
| 4      | 10 febbraio 2018  | Zio Paperone e Paperino | 1989-1990 | 116    | 9772532922006-70004 |
| 5      | 10 marzo 2018     | Zio Paperone e Paperino | 1990-1991 | 116    | 9772532922006-70005 |
| 6      | 10 aprile 2018    | Zio Paperone e Paperino | 1991-1992 | 116    | 9772532922006-70006 |
| 7      | 10 maggio 2018    | Zio Paperone e Paperino | 1992-1995 | 116    | 9772532922006-70007 |
| 8      | 10 giugno 2018    | Zio Paperone e Paperino | 1993      | 116    | 9772532922006-70008 |
| 9      | 10 luglio 2018    | Zio Paperone e Paperino | 1993-1994 | 116    | 9772532922006-70009 |
| 10     | 10 agosto 2018    | Zio Paperone e Paperino | 1994      | 116    | 9772532922006-70010 |
| 11     | 10 settembre 2018 | Zio Paperone e Paperino | 1994-1997 | 116    | 9772532922006-70011 |
| 12     | 10 ottobre 2018   | Zio Paperone e Paperino | 1995      | 116    | 9772532922006-70012 |
| 13     | 10 novembre 2018  | Zio Paperone e Paperino | 1996      | 116    | 9772532922006-70013 |
| 14     | 10 dicembre 2018  | Zio Paperone e Paperino | 1995-1998 | 116    | 9772532922006-70014 |
| 15     | 10 gennaio 2019   | Zio Paperone e Paperino | 1997-1998 | 116    | 9772532922006-70015 |
| 16     | 10 febbraio 2019  | Zio Paperone e Paperino | 1999      | 116    | 9772532922006-70016 |
| 17     | 10 marzo 2019     | Zio Paperone e Paperino | 1999-2001 | 116    | 9772532922006-70017 |
| 18     | 10 aprile 2019    | Zio Paperone e Paperino | 2001-2002 | 116    | 9772532922006-70018 |
| 19     | 10 maggio 2019    | Zio Paperone e Paperino | 2002-2004 | 116    | 9772532922006-70019 |
| 20     | 10 giugno 2019    | Zio Paperone e Paperino | 2004-2006 | 116    | 9772532922006-70020 |

Uncle Scrooge & Donald Duck - The Don Rosa Library Deluxe
A novembre 2019 è iniziata la pubblicazione della collana in versione Deluxe fedele nei dettagli all'edizione originale americana con un nuovo lettering e una nuova traduzione rispetto alla precedente italiana già pubblicata. In totale verranno pubblicati 10 volumi al prezzo di 30€ l'uno.
| Volume | Data          | Titolo                               | Periodo   | Pagine | Barcode             | ISBN           | Link INDUCKS                                 |
| ------ | ------------- | ------------------------------------ | --------- | ------ | ------------------- | -------------- | -------------------------------------------- |
| 1      | novembre 2019 | Il figlio del sole                   | 1987-1988 | 208    | 9772532732902-9001  |                | https://inducks.org/issue.php?c=it%2FDRLX++1 |
| 2      | febbraio 2020 | Ritorno a Testaquadra                | 1988-1990 | 216    | 9772532732902-9002  |                | https://inducks.org/issue.php?c=it%2FDRLX++2 |
| 3      | giugno 2020   | Zio Paperone e il tesoro sotto vetro | 1990-1992 | 192    | 9772532732902-9003  |                | https://inducks.org/issue.php?c=it%2FDRLX++3 |
| 4      | novembre 2020 | L'ultimo del clan De' Paperoni       | 1992-1995 | 192    | 9772532732902-00004 |                | https://inducks.org/issue.php?c=it%2FDRLX++4 |
| 5      | febbraio 2021 | Il papero più ricco del mondo        | 1993-1996 | 192    | 9772532732902-10005 |                | https://inducks.org/issue.php?c=it%2FDRLX++5 |
| 6      | giugno 2021   | Il solvente universale               | 1994-1997 | 192    | 9788891282415       | 978-8891282415 |                                              |